# マリーゴールド・ユナイテッド・ナショナル王座
マリーゴールド・ユナイテッド・ナショナル王座（Marigold United National Championship）は、マリーゴールドが管理・認定している王座。マリーゴールドUN王座の略称で表記、呼称されている。

## 概要
旗揚げを前にした2024年5月16日、マリーゴールドのロッシー小川代表は団体最高峰のマリーゴールド・ワールド王座、タッグ王座にあたるマリーゴールド・ツインスター王座、55kg以下の軽量級を対象としたマリーゴールド・スーパーフライ級王座、そしてこのマリーゴールド・ユナイテッド・ナショナル王座の新設を発表。この王座は小川が敬愛するアントニオ猪木がかつて獲得したユナイテッド・ナショナル・ヘビー級王座にあやかって「ユナイテッド・ナショナル」と名付けられ、ベルトのバックルには本家UNヘビー級王座同様に「UNITED NATIONAL CHAMPION」の文字が刻まれている。ベルトは5月20日の旗揚げ戦でワールド王座と共にお披露目された。
旗揚げから2度目の後楽園ホール大会が行われた6月11日、第4試合の6人タッグマッチで勝利した青野未来が試合後に新設のユナイテッド・ナショナル王座の初代王座決定トーナメントを提唱。これにMIRAIとボジラが反応し、翌日に野崎渚を加えた4人でのトーナメント開催が発表された。
6月16日、名古屋国際会議場でトーナメント1回戦が行われ、ボジラが決勝進出。MIRAIvs青野未来は延長でも決着が付かず、6月23日の新木場1stRING大会、6月29日の仙台PIT大会でも引き分けに終わり、7月13日の両国国技館大会で再戦し勝者がボジラと対戦することになった。
7月13日、まずMIRAIと青野が4度目の対戦を行い、24分過ぎに青野がスタイルズクラッシュで決着を付けると、続いて行われたボジラとの王座決定戦も青野が回転エビ固めでボジラを下し、青野が初代王者となった。

## 初代王座決定トーナメント
|  | 1回戦    | 1回戦  |   |  | 決勝 | 決勝 |
|  |          |        |   |  |      |      |
|  |          |        |   |  |      |      |
|  | MIRAI    | ×      |   |  |      |      |
|  | 青野未来 | ○      |   |  |      |      |
|  |          |        |   |  |      |      |
|  | 青野未来 | ○      |   |  |      |      |
|  |          | ボジラ | × |  |      |      |
|  |          |        |   |  |      |      |
|  | 野崎渚   | ×      |   |  |      |      |
|  | ボジラ   | ○      |   |  |      |      |

## 歴代王者
| 歴代  | 王者     | 戴冠回数 | 防衛回数 | 獲得日         | 獲得場所 備考（対戦相手） |
| ----- | -------- | -------- | -------- | -------------- | ------------------------- |
| 初代  | 青野未来 | 1        | 3        | 2024年07月13日 | 両国国技館 （ボジラ）     |
| 第2代 | 桜井麻衣 | 1        | 6        | 2025年01月03日 | 大田区総合体育館          |